# Кубок СРСР з футболу 1938
Кубок СРСР з футболу 1938 — 3-й розіграш кубкового футбольного турніру в СРСР, який відбувся в травні-вересні 1938 року. Володарем Кубка став московський «Спартак».

## Попередній раунд

### I зона, 1 група, Москва
Чвертьфінали
Матчі відбулись 26 — 30 червня 1938 року.
| Команда 1                     | Рахунок  | Команда 2                          |
| ----------------------------- | -------- | ---------------------------------- |
| Зеніт (Коломна)               | 10 – 0   | Локомотив (Рязань)                 |
| Червона троянда (Москва)      | 1 – 2 дч | Каучук (Москва)                    |
| МВО (Москва)                  | 1 – 0 дч | Червоний прапор (Москва)           |
| Камвольний комбінат (Кунцево) | 1 – 3    | Шерстяник (Москва)                 |
| Комбінат Тейково              | 2 – 5    | Сталінець-2 (Москва)               |
| Знамя Труда (Орєхово-Зуєво)   | 0 – 4    | Спартак-2 (Москва)                 |
| Родіна (Фрязіно)              | 0 – 1    | Фабрика Бабаєва (Москва)           |
| Томна (Кінешма)               | 3 – 2    | Правда (Москва)                    |
| ВЧ-168 (Рязань)               | 0 – 8    | М'ясокомбінат ім. Мікояна (Москва) |
| Завод Горбунова (Москва)      | 3 – 1    | Червоний пролетарій (Москва)       |
| Зеніт (Тула)                  | 1 – 2 дч | Локомотив-2 (Москва)               |
| Спартак (Калінін)             | 1 – 2    | Локомотив (Серпухов)               |

Півфінали
Матчі відбулись 6 — 7 липня 1938 року.
| Команда 1                | Рахунок | Команда 2                          |
| ------------------------ | ------- | ---------------------------------- |
| Фабрика Бабаєва (Москва) | 3 – 4   | Локомотив-2 (Москва)               |
| Каучук (Москва)          | 0 – 6   | Шерстяник (Москва)                 |
| Локомотив (Любліно)      | [ 1 ]   | Локомотив (Рязань)                 |
| Спартак (Іваново)        | 2 – 4   | Динамо (Іваново)                   |
| Сталінець-2 (Москва)     | 5 – 3   | Локомотив (Серпухов)               |
| Завод Горбунова (Москва) | 3 – 1   | МВО (Москва)                       |
| Зеніт (Коломна)          | 5 – 2   | Томна (Кінешма)                    |
| Спартак-2 (Москва)       | 7 – 1   | М'ясокомбінат ім. Мікояна (Москва) |

Фінали
Матчі відбулись 12 — 13 липня 1938 року.
| Команда 1           | Рахунок | Команда 2                |
| ------------------- | ------- | ------------------------ |
| Динамо (Іваново)    | 1 – 3   | Спартак-2 (Москва)       |
| Шерстяник (Москва)  | 3 – 1   | Завод Горбунова (Москва) |
| Зеніт (Коломна)     | 1 – 3   | Сталінець-2 (Москва)     |
| Локомотив (Любліно) | 2 – 3   | Локомотив-2 (Москва)     |

### I зона, 2 група, Москва
Чвертьфінали
Матчі відбулись 26 — 30 червня 1938 року.
| Команда 1                      | Рахунок | Команда 2                 |
| ------------------------------ | ------- | ------------------------- |
| Снайпер (Подольськ)            | 3 – 1   | Завод № 20 (Москва)       |
| Динамо (Болшево)               | 5 – 0   | Цветмет (Москва)          |
| Основа (Іваново)               | 0 – 6   | Завод ім. Фрунзе (Москва) |
| Пролетарська перемога (Москва) | [ 4 ]   | Динамо-2 (Москва)         |
| Старт (Москва)                 | 6 – 0   | Сільмаш (Люберці)         |
| Завод Геофізіка (Москва)       | 9 – 0   | Маштехсоюз (Москва)       |
| Зеніт (Ковров)                 | 1 – 0   | Динамо (Калінін)          |
| Зеніт (Подлипки)               | 7 – 0   | Снайпер (Москва)          |

Півфінали
Матчі відбулись 6 липня 1938 року.
| Команда 1                           | Рахунок | Команда 2                      |
| ----------------------------------- | ------- | ------------------------------ |
| Буревісник (Тула)                   | 1 – 2   | Труд (Красна Поляна)           |
| Динамо (Болшево)                    | 3 – 2   | Завод Геофізіка (Москва)       |
| Динамо (Люберці)                    | 2 – 6   | КІМ (Москва)                   |
| Правда (Лікіно-Дульово)             | [ 5 ]   | Харчовик (Москва)              |
| Червоний прапор (Павловський Посад) | 0 – 4   | Червоний прапор (Ногінськ)     |
| Снайпер (Подольськ)                 | 5 – 0   | Зеніт (Ковров)                 |
| Зеніт (Подлипки)                    | 6 – 0   | Пролетарська перемога (Москва) |
| Завод ім. Фрунзе (Москва)           | 3 – 0   | Старт (Москва)                 |

Фінали
Матчі відбулись 12 липня 1938 року.
| Команда 1                  | Рахунок | Команда 2                 |
| -------------------------- | ------- | ------------------------- |
| Динамо (Болшево)           | 8 – 0   | Снайпер (Подольськ)       |
| Правда (Лікіно-Дульово)    | 5 – 1   | КІМ (Москва)              |
| Червоний прапор (Ногінськ) | 5 – 2   | Труд (Красна Поляна)      |
| Зеніт (Подлипки)           | 4 – 2   | Завод ім. Фрунзе (Москва) |

### II зона, Ленінград
Півфінали
Матчі відбулись 8 липня 1938 року.
| Команда 1                     | Рахунок | Команда 2                          |
| ----------------------------- | ------- | ---------------------------------- |
| Іжорський завод (Ленінград)   | 3 – 0   | Завод ім. Орджонікідзе (Ленінград) |
| Локомотив (Вологда)           | 2 – 5   | Завод Електрик (Ленінград)         |
| Завод ім. Сталіна (Ленінград) | 0 – 3   | Кіровський завод (Ленінград)       |

Фінали
Матчі відбулись 12 липня 1938 року.
| Команда 1                    | Рахунок | Команда 2                      |
| ---------------------------- | ------- | ------------------------------ |
| Кіровський завод (Ленінград) | 6 – 0   | Іжорський завод (Ленінград)    |
| Локомотив (Ярославль)        | 2 – 1   | Червона зоря-2 (Ленінград)     |
| Завод Електрик (Ленінград)   | 4 – 3   | ГОМЗ (Ленінград)               |
| Каучук (Ленінград)           | 1 – 3   | Завод ім. Кулакова (Ленінград) |

### III зона, Воронеж
Чвертьфінали
Матчі відбулись 6 липня 1938 року.
| Команда 1                      | Рахунок | Команда 2           |
| ------------------------------ | ------- | ------------------- |
| Завод ім. Ворошилова (Воронеж) | 3 – 1   | БЧА (Воронеж)       |
| Самолет (Тамбов)               | 1 – 2   | Динамо (Воронеж)    |
| Динамо (Курськ)                | 1 – 2   | Дзержинець (Бєжиці) |

Півфінали
Матчі відбулись 12 липня 1938 року.
| Команда 1           | Рахунок | Команда 2                      |
| ------------------- | ------- | ------------------------------ |
| Динамо (Воронеж)    | 4 – 0   | Спартак (Воронеж)              |
| Дзержинець (Бєжиці) | 0 – 2   | Завод ім. Ворошилова (Воронеж) |

Фінал
Матч відбувся 18 липня 1938 року.
| Команда 1        | Рахунок | Команда 2                      |
| ---------------- | ------- | ------------------------------ |
| Динамо (Воронеж) | 3 – 1   | Завод ім. Ворошилова (Воронеж) |

### IV зона, Хабаровськ
Чвертьфінали
Матч відбувся 10 травня 1938 року.
| Команда 1                           | Рахунок | Команда 2            |
| ----------------------------------- | ------- | -------------------- |
| Будівельник (Комсомольськ-на-Амурі) | 5 – 1   | Крила Рад (Іркутськ) |

Півфінали
Матчі відбулись 15 травня 1938 року.
| Команда 1           | Рахунок | Команда 2                           |
| ------------------- | ------- | ----------------------------------- |
| Динамо (Хабаровськ) | 7 – 0   | Локомотив (Іркутськ)                |
| Динамо (Іркутськ)   | 3 – 1   | Будівельник (Комсомольськ-на-Амурі) |

Фінал
Матч відбувся 20 травня 1938 року.
| Команда 1         | Рахунок | Команда 2           |
| ----------------- | ------- | ------------------- |
| Динамо (Іркутськ) | 2 – 1   | Динамо (Хабаровськ) |

### V зона, Новосибірськ
Перший раунд
Матчі відбулись 5 травня 1938 року.
| Команда 1                  | Рахунок  | Команда 2                |
| -------------------------- | -------- | ------------------------ |
| Локомотив (Красноярськ)    | 1 – 0 дч | Динамо (Новосибірськ)    |
| Будівельник (Новосибірськ) | 4 – 2    | Крила Рад (Новосибірськ) |
| Технікум ФК (Новосибірськ) | [ 6 ]    | Локомотив (Тюмень)       |

Чвертьфінали
Матчі відбулись 10 травня 1938 року.
| Команда 1                  | Рахунок | Команда 2               |
| -------------------------- | ------- | ----------------------- |
| БЧА (Омськ)                | 4 – 2   | Локомотив (Омськ)       |
| Динамо (Омськ)             | 0 – 3   | Металург (Сталінськ)    |
| Будівельник (Новосибірськ) | 1 – 0   | Динамо (Красноярськ)    |
| Технікум ФК (Новосибірськ) | 2 – 1   | Локомотив (Красноярськ) |

Півфінали
Матчі відбулись 15 травня 1938 року.
| Команда 1                  | Рахунок | Команда 2                  |
| -------------------------- | ------- | -------------------------- |
| Металург (Сталінськ)       | 5 – 0   | Технікум ФК (Новосибірськ) |
| Будівельник (Новосибірськ) | 3 – 0   | БЧА (Омськ)                |

Фінал
Матч відбувся 20 травня 1938 року.
| Команда 1                  | Рахунок | Команда 2            |
| -------------------------- | ------- | -------------------- |
| Будівельник (Новосибірськ) | 4 – 1   | Металург (Сталінськ) |

### VI зона, Свердловськ
Чвертьфінали
Матчі відбулись 10 травня 1938 року.
| Команда 1            | Рахунок | Команда 2                      |
| -------------------- | ------- | ------------------------------ |
| Динамо (Челябінськ)  | 10 – 0  | Металург Сходу (Магнітогорськ) |
| Динамо (Кіров)       | 1 – 3   | Динамо (Свердловськ)           |
| Динамо (Кунгур)      | 2 – 4   | Металург Сходу (Свердловськ)   |
| Торпедо (Іжевськ)    | 1 – 3   | Будівельник (Свердловськ)      |
| Трактор (Челябінськ) | 4 – 3   | Зеніт (Воткінськ)              |

Півфінали
Матчі відбулись 15 травня 1938 року.
| Команда 1                 | Рахунок | Команда 2                    |
| ------------------------- | ------- | ---------------------------- |
| Динамо (Челябінськ)       | 2 – 0   | Металург Сходу (Свердловськ) |
| Будівельник (Свердловськ) | 7 – 1   | Динамо (Уфа)                 |
| Трактор (Челябінськ)      | 0 – 9   | Динамо (Свердловськ)         |
| Цветмет (Красноуральськ)  | 3 – 1   | Уралмашзавод (Свердловськ)   |

Фінали
Матчі відбулись 20 травня 1938 року.
| Команда 1                 | Рахунок | Команда 2                |
| ------------------------- | ------- | ------------------------ |
| Динамо (Свердловськ)      | 7 – 1   | Цветмет (Красноуральськ) |
| Будівельник (Свердловськ) | 3 – 1   | Динамо (Челябінськ)      |

### VII зона, Горький
Чвертьфінали
Матчі відбулись 10 травня 1938 року.
| Команда 1          | Рахунок | Команда 2           |
| ------------------ | ------- | ------------------- |
| Динамо (Казань)    | 4 – 0   | Спартак (Казань)    |
| Динамо (Саранськ)  | 4 – 1   | Металіст (Павлово)  |
| Електрик (Горький) | 1 – 2   | Спартак (Горький)   |
| Спартак (Павлово)  | 5 – 1   | Локомотив (Казань)  |
| Торпедо (Горький)  | 6 – 2   | Крила Рад (Горький) |

Півфінали
Матчі відбулись 15 травня 1938 року.
| Команда 1           | Рахунок | Команда 2            |
| ------------------- | ------- | -------------------- |
| Динамо (Казань)     | 3 – 0   | Спартак (Горький)    |
| Динамо (Йошкар-Ола) | 8 – 2   | Локомотив (Рузаєвка) |
| Спартак (Саранськ)  | 0 – 4   | Динамо (Саранськ)    |
| Торпедо (Горький)   | 10 – 1  | Спартак (Павлово)    |

Фінали
Матчі відбулись 20 травня 1938 року.
| Команда 1         | Рахунок | Команда 2           |
| ----------------- | ------- | ------------------- |
| Динамо (Саранськ) | 1 – 9   | Динамо (Казань)     |
| Торпедо (Горький) | 3 – 0   | Динамо (Йошкар-Ола) |

### VIII зона, Сталінград
Чвертьфінали
Матчі відбулись 10 травня 1938 року.
| Команда 1              | Рахунок | Команда 2              |
| ---------------------- | ------- | ---------------------- |
| Електрик (Саратов)     | [ 7 ]   | БЧА (Сталінград)       |
| Харчовик (Астрахань)   | [ 8 ]   | Зеніт-221 (Сталінград) |
| Трактор-2 (Сталінград) | 1 – 0   | Водник (Астрахань)     |

Півфінали
Матчі відбулись 15 травня 1938 року.
| Команда 1            | Рахунок | Команда 2              |
| -------------------- | ------- | ---------------------- |
| Електрик (Саратов)   | 0 – 2   | Локомотив (Куйбишев)   |
| Спартак (Куйбишев)   | 0 – 2   | Динамо (Сталінград)    |
| Харчовик (Астрахань) | 2 – 3   | Трактор-2 (Сталінград) |
| Локомотив (Саратов)  | 5 – 0   | Крила Рад (Саратов)    |

Фінали
Матчі відбулись 20 травня 1938 року.
| Команда 1            | Рахунок | Команда 2              |
| -------------------- | ------- | ---------------------- |
| Локомотив (Куйбишев) | 0 – 2   | Динамо (Сталінград)    |
| Локомотив (Саратов)  | 4 – 3   | Трактор-2 (Сталінград) |

### IX зона, Ростов
Півфінали
Матчі відбулись 15 травня 1938 року.
| Команда 1              | Рахунок | Команда 2                 |
| ---------------------- | ------- | ------------------------- |
| Харчовик (Краснодар)   | 0 – 1   | М'ясокомбінат (Майкоп)    |
| Енергія (Новочеркаськ) | 3 – 1   | Медик (Краснодар)         |
| Крила Рад (Таганрог)   | 1 – 3   | Харчовик (Ростов-на-Дону) |
| Зеніт (Таганрог)       | 4 – 3   | Динамо (Краснодар)        |

Фінали
Матчі відбулись 20 травня 1938 року.
| Команда 1              | Рахунок | Команда 2                 |
| ---------------------- | ------- | ------------------------- |
| Енергія (Новочеркаськ) | 3 – 0   | Харчовик (Ростов-на-Дону) |
| Зеніт (Таганрог)       | 4 – 0   | М'ясокомбінат (Майкоп)    |

### X зона, Тбілісі
Чвертьфінал
Матч відбувся 10 травня 1938 року
| Команда 1       | Рахунок | Команда 2       |
| --------------- | ------- | --------------- |
| Динамо (Батумі) | 4 – 1   | Наука (Тбілісі) |

Півфінали
Матчі відбулись 15 травня 1938 року.
| Команда 1           | Рахунок | Команда 2          |
| ------------------- | ------- | ------------------ |
| Спартак (Ленінакан) | 1 – 2   | Динамо (Батумі)    |
| Спартак (Єреван)    | 2 – 0   | Харчовик (Тбілісі) |

Фінал
Матч відбувся 20 травня 1938 року.
| Команда 1       | Рахунок | Команда 2        |
| --------------- | ------- | ---------------- |
| Динамо (Батумі) | 3 – 0   | Спартак (Єреван) |

### XI зона, Баку
Чвертьфінал
Матч відбувся 10 травня 1938 року
| Команда 1     | Рахунок | Команда 2           |
| ------------- | ------- | ------------------- |
| Водник (Баку) | 3 – 1   | Будівельники (Баку) |

Півфінали
Матчі відбулись 15 травня 1938 року.
| Команда 1        | Рахунок | Команда 2           |
| ---------------- | ------- | ------------------- |
| Локомотив (Баку) | 11 – 0  | Локомотив (Ашхабад) |
| Водник (Баку)    | 0 – 4   | Нафтовик (Баку)     |

Фінал
Матч відбувся 20 травня 1938 року.
| Команда 1        | Рахунок | Команда 2       |
| ---------------- | ------- | --------------- |
| Локомотив (Баку) | 3 – 1   | Нафтовик (Баку) |

### XII зона, Ташкент
Чвертьфінал
Матч відбувся 10 травня 1938 року
| Команда 1           | Рахунок | Команда 2           |
| ------------------- | ------- | ------------------- |
| Динамо (Сталінабад) | 2 – 4   | Динамо (Ташкент)    |
| Динамо (Караганда)  | 2 – 1   | Локомотив (Ташкент) |

Півфінали
Матчі відбулись 15 травня 1938 року.
| Команда 1          | Рахунок | Команда 2         |
| ------------------ | ------- | ----------------- |
| Динамо (Алма-Ата)  | 5 – 2   | Динамо (Ташкент)  |
| Динамо (Караганда) | [ 10 ]  | Спартак (Ташкент) |

Фінал
Матч відбувся 20 травня 1938 року.
| Команда 1         | Рахунок | Команда 2          |
| ----------------- | ------- | ------------------ |
| Динамо (Алма-Ата) | 1 – 0   | Динамо (Караганда) |

### XIII зона, Мінськ
Чвертьфінал
Матч відбувся 10 травня 1938 року.
| Команда 1               | Рахунок | Команда 2        |
| ----------------------- | ------- | ---------------- |
| Технікум ФК (Смоленськ) | 3 – 4   | Спартак (Мінськ) |
| Динамо (Смоленськ)      | 5 – 0   | КІМ (Мінськ)     |

Півфінали
Матчі відбулись 15 травня 1938 року.
| Команда 1        | Рахунок | Команда 2          |
| ---------------- | ------- | ------------------ |
| Спартак (Гомель) | 2 – 4   | Динамо (Смоленськ) |
| Спартак (Мінськ) | [ 11 ]  | Динамо (Мінськ)    |

Фінал
Матч відбувся 20 травня 1938 року.
| Команда 1        | Рахунок | Команда 2          |
| ---------------- | ------- | ------------------ |
| Спартак (Мінськ) | 1 – 0   | Динамо (Смоленськ) |

### XIV зона, Харків (1 зона УРСР)
1/8 фіналу
Матчі відбулись 5 травня 1938 року.
| Команда 1                                | Рахунок | Команда 2           |
| ---------------------------------------- | ------- | ------------------- |
| Авангард (Суми)                          | 1 – 5   | Блискавка (Харків)  |
| Рот Фронт (Полтава)                      | 0 – 1   | Авангард (Харків)   |
| Канатний завод ім. Петровського (Харків) | 1 – 4   | Сталінець (Харків)  |
| Локомотив (Харків)                       | 1 – 0   | Динамо (Полтава)    |
| Сільмаш-2 (Харків)                       | 0 – 2   | Автомотор (Харків)  |
| Спартак (Полтава)                        | 0 – 1   | Цукровик (Суми)     |
| Спартак (Суми)                           | 1 – 0   | Цукровик (Карлівка) |
| Трактор (Харків)                         | [ 12 ]  | Локомотив (Полтава) |
| Здоров'я (Харків)                        | [ 13 ]  | Динамо (Харків)     |
| Зеніт (Харків)                           | 3 – 1   | Металіст (Харків)   |

Чвертьфінали
Матчі відбулись 10 травня 1938 року.
| Команда 1          | Рахунок | Команда 2          |
| ------------------ | ------- | ------------------ |
| Сталінець (Харків) | 4 – 1   | Автомотор (Харків) |
| Здоров'я (Харків)  | 4 – 3   | Авангард (Харків)  |
| Локомотив (Харків) | 1 – 0   | Цукровик (Суми)    |
| Зеніт (Харків)     | [ 14 ]  | Блискавка (Харків) |
| Трактор (Харків)   | 5 – 1   | Спартак (Суми)     |

Півфінал
Матч відбувся 15 травня 1938 року.
| Команда 1      | Рахунок | Команда 2          |
| -------------- | ------- | ------------------ |
| Зеніт (Харків) | 3 – 0   | Сталінець (Харків) |

Фінали
Матчі відбулись 20 травня 1938 року.
| Команда 1          | Рахунок | Команда 2        |
| ------------------ | ------- | ---------------- |
| Локомотив (Харків) | 3 – 0   | Зеніт (Харків)   |
| Здоров'я (Харків)  | 1 – 0   | Трактор (Харків) |

### XV зона, Київ (2 зона УРСР)
Чвертьфінали
Матчі відбулись 10 травня 1938 року.
| Команда 1           | Рахунок | Команда 2                    |
| ------------------- | ------- | ---------------------------- |
| Азот (Шостка)       | 0 – 3   | Динамо-2 (Київ)              |
| Локомотив (Конотоп) | [ 15 ]  | БЧА (Коростень)              |
| Локомотив-2 (Київ)  | 4 – 2   | Рот-Фронт (Київ)             |
| Спартак (Київ)      | 1 – 2   | Технікум ФК (Київ)           |
| Спартак (Коростень) | [ 16 ]  | Спартак (Чернігів)           |
| Зеніт (Київ)        | 5 – 3   | Темп (Вінниця)               |
| Динамо (Житомир)    | 1 – 0   | Динамо (Могилів-Подільський) |
| Динамо (Вінниця)    | 1 – 2   | Водник (Київ)                |

Півфінали
Матчі відбулись 15 травня 1938 року.
| Команда 1          | Рахунок | Команда 2           |
| ------------------ | ------- | ------------------- |
| Динамо-2 (Київ)    | 3 – 1   | Динамо (Житомир)    |
| Технікум ФК (Київ) | 0 – 3   | Локомотив-2 (Київ)  |
| Водник (Київ)      | 2 – 0   | Спартак (Чернігів)  |
| Зеніт (Київ)       | 5 – 1   | Локомотив (Конотоп) |

Фінали
Матчі відбулись 20 травня 1938 року.
| Команда 1          | Рахунок | Команда 2     |
| ------------------ | ------- | ------------- |
| Локомотив-2 (Київ) | 3 – 2   | Зеніт (Київ)  |
| Динамо-2 (Київ)    | 2 – 1   | Водник (Київ) |

### XVI зона, Одеса (3 зона УРСР)
Чвертьфінали
Матчі відбулись 10 травня 1938 року.
| Команда 1                | Рахунок | Команда 2            |
| ------------------------ | ------- | -------------------- |
| Буревісник (Кривий Ріг)  | [ 17 ]  | Локомотив (Котовськ) |
| Локомотив (Одеса)        | 4 – 0   | Руда (Кривий Ріг)    |
| Дзержинець (Кременчук)   | 4 – 0   | Спартак (Тирасполь)  |
| Локомотив (Вознесенськ)  | 1 – 3   | Харчовик (Одеса)     |
| Харчовик (Херсон)        | 0 – 4   | Динамо (Миколаїв)    |
| Сільмаш (Кірово)         | 2 – 1   | Знання (Херсон)      |
| Будівельник (Кривий Ріг) | 1 – 3   | Сталь (Кривий Ріг)   |
| Суднобудівник (Миколаїв) | 8 – 0   | Водник (Херсон)      |

Півфінали
Матчі відбулись 15 травня 1938 року.
| Команда 1               | Рахунок | Команда 2                |
| ----------------------- | ------- | ------------------------ |
| Динамо (Миколаїв)       | 7 – 0   | Сталь (Кривий Ріг)       |
| Буревісник (Кривий Ріг) | 2 – 4   | Локомотив (Одеса)        |
| Дзержинець (Кременчук)  | 2 – 0   | Сільмаш (Кірово)         |
| Харчовик (Одеса)        | 4 – 1   | Суднобудівник (Миколаїв) |

Фінали
Матчі відбулись 20 травня 1938 року.
| Команда 1         | Рахунок | Команда 2              |
| ----------------- | ------- | ---------------------- |
| Динамо (Миколаїв) | 3 – 0   | Локомотив (Одеса)      |
| Харчовик (Одеса)  | [ 18 ]  | Дзержинець (Кременчук) |

### XVII зона, Дніпропетровськ (4 зона УРСР)
Чвертьфінали
Матчі відбулись 10 травня 1938 року.
| Команда 1                                | Рахунок | Команда 2                                |
| ---------------------------------------- | ------- | ---------------------------------------- |
| Сталь (Дніпродзержи́нськ)                 | 7 – 0   | Технікум ФК (Дніпропетровськ)            |
| Локомотив (Запоріжжя)                    | 3 – 2   | Локомотив (Дніпропетровськ)              |
| Завод ім. Петровського (Дніпропетровськ) | 1 – 3   | Сільмаш (Запоріжжя)                      |
| Крила Рад (Бердянськ)                    | 0 – 5   | Динамо (Дніпропетровськ)                 |
| Локомотив (Лозова)                       | 6 – 1   | Локомотив (Синельникове)                 |
| Спартак (Дніпропетровськ)                | 3 – 0   | Крила Рад (Запоріжжя)                    |
| Будівельник (Дніпродзержи́нськ)           | 0 – 4   | Завод ім. К. Лібкнехта (Дніпропетровськ) |
| Кольормет (Запоріжжя)                    | 5 – 3   | Завод ім. Комінтерна (Дніпропетровськ)   |

Півфінали
Матчі відбулись 15 травня 1938 року.
| Команда 1                                | Рахунок  | Команда 2                 |
| ---------------------------------------- | -------- | ------------------------- |
| Динамо (Дніпропетровськ)                 | 0 – 1 дч | Спартак (Дніпропетровськ) |
| Сталь (Дніпродзержи́нськ)                 | 4 – 1    | Сільмаш (Запоріжжя)       |
| Завод ім. К. Лібкнехта (Дніпропетровськ) | 1 – 2    | Кольормет (Запоріжжя)     |
| Локомотив (Запоріжжя)                    | 6 – 1    | Локомотив (Лозова)        |

Фінали
Матчі відбулись 20 травня 1938 року.
| Команда 1                 | Рахунок | Команда 2                |
| ------------------------- | ------- | ------------------------ |
| Локомотив (Запоріжжя)     | 4 – 2   | Кольормет (Запоріжжя)    |
| Спартак (Дніпропетровськ) | 4 – 2   | Сталь (Дніпродзержи́нськ) |

### XVIII зона, Сталіне (5 зона УРСР)
1/8 фіналу
Матчі відбулись 5 травня 1938 року.
| Команда 1                            | Рахунок | Команда 2                        |
| ------------------------------------ | ------- | -------------------------------- |
| Азот (Нова Горлівка)                 | 1 – 2   | Буревісник (Сталіне)             |
| Авангард (Сталіне)                   | 2 – 3   | Шахта-30 (Рутченкове)            |
| Дзержинець (Ворошиловгра́д)           | 0 – 6   | Сталь (Костянтинівка)            |
| Локомотив (Слов'янськ-на-Кубані)     | 3 – 4   | Завод ім. Сталіна (Краматорськ)  |
| Локомотив (Ясинувата)                | 1 – 2   | Завод ім. Леніна (Красногорівка) |
| Спартак (Старобільськ)               | 0 – 3   | Зеніт (Сталіне)                  |
| Стахановець (Чистякове)              | 3 – 2   | Авангард (Дружківка)             |
| Стахановець (Лисичанськ)             | 3 – 0   | Авангард (Горлівка)              |
| Стахановець (Серго)                  | [ 19 ]  | Буревісник (Кра́сний Луч)         |
| Сталь (Макіївка)                     | 1 – 0   | Сталь (Сталіне)                  |
| Сталь (Ворошиловськ)                 | 2 – 3   | Стахановець (Орджонікідзе)       |
| Завод ім. Орджонікідзе (Краматорськ) | 4 – 2   | Стахановець (Красноармійськ)     |

Чвертьфінали
Матчі відбулись 10 травня 1938 року.
| Команда 1                       | Рахунок | Команда 2                        |
| ------------------------------- | ------- | -------------------------------- |
| Буревісник (Сталіне)            | 3 – 1   | Завод ім. Леніна (Красногорівка) |
| Шахта-30 (Рутченкове)           | 1 – 0   | Сталь (Макіївка)                 |
| Стахановець (Орджонікідзе)      | 0 – 1   | Стахановець (Лисичанськ)         |
| Зеніт (Сталіне)                 | 12 – 0  | Буревісник (Кра́сний Луч)         |
| Завод ім. Сталіна (Краматорськ) | 3 – 1   | Стахановець (Кра́сний Луч)        |
| Сталь (Костянтинівка)           | 8 – 0   | Стахановець (Чистякове)          |

Півфінали
Матчі відбулись 15 травня 1938 року.
| Команда 1                       | Рахунок | Команда 2                |
| ------------------------------- | ------- | ------------------------ |
| Буревісник (Сталіне)            | 0 – 7   | Сталь (Костянтинівка)    |
| Зеніт (Сталіне)                 | 4 – 0   | Стахановець (Лисичанськ) |
| Завод ім. Сталіна (Краматорськ) | 3 – 1   | Шахта-30 (Рутченкове)    |

Фінали
Матчі відбулись 20 травня 1938 року.
| Команда 1                       | Рахунок | Команда 2                            |
| ------------------------------- | ------- | ------------------------------------ |
| Сталь (Костянтинівка)           | [ 17 ]  | Зеніт (Сталіне)                      |
| Завод ім. Сталіна (Краматорськ) | 3 – 2   | Завод ім. Орджонікідзе (Краматорськ) |

### XIX зона, Сімферополь (6 зона УРСР)
Чвертьфінал
Матч відбувся 10 травня 1938 року.
| Команда 1              | Рахунок | Команда 2             |
| ---------------------- | ------- | --------------------- |
| Харчовик (Сімферополь) | 0 – 1   | Спартак (Сімферополь) |

Півфінали
Матчі відбулись 15 травня 1938 року.
| Команда 1                   | Рахунок | Команда 2             |
| --------------------------- | ------- | --------------------- |
| Суднобудівник (Севастополь) | 3 – 2   | Сталь (Керч)          |
| Харчовик (Керч)             | 1 – 3   | Спартак (Сімферополь) |

Фінал
Матч відбувся 20 травня 1938 року.
| Команда 1             | Рахунок | Команда 2                   |
| --------------------- | ------- | --------------------------- |
| Спартак (Сімферополь) | 2 – 1   | Суднобудівник (Севастополь) |

## 1/32 фіналу
До 38 переможців приєднались 26 команд групи А. Матчі відбулись 21 липня - 11 серпня 1938 року.
| Команда 1                  | Рахунок  | Команда 2                      |
| -------------------------- | -------- | ------------------------------ |
| Завод Електрик (Ленінград) | 0 – 6    | Сільмаш (Харків)               |
| Шерстяник (Москва)         | 1 – 4    | Харчовик (Одеса)               |
| Динамо (Свердловськ)       | 1 – 3    | Динамо (Казань)                |
| Авангард (Краматорськ)     | [ 20 ]   | Локомотив (Запоріжжя)          |
| Динамо (Батумі)            | 2 – 0    | Енергія (Новочеркаськ)         |
| Динамо (Київ)              | 2 – 0    | Локомотив (Москва)             |
| Динамо-2 (Київ)            | 0 – 1    | Сталь (Костянтинівка)          |
| Спартак (Мінськ)           | [ 21 ]   | Локомотив (Харків)             |
| Спартак (Москва)           | 5 – 2    | Завод ім. Кулакова (Ленінград) |
| Сталінець-2 (Москва)       | 3 – 2    | Здоров'я (Харків)              |
| Зеніт (Ленінград)          | 5 – 4    | Зеніт (Подлипки)               |
| Динамо (Миколаїв)          | 3 – 0    | Кіровський завод (Ленінград)   |
| Правда (Лікіно-Дульово)    | 0 – 5    | Електрик (Ленінград)           |
| Локомотив-2 (Київ)         | 1 – 7    | Металург (Москва)              |
| Спартак (Сімферополь)      | 1 – 2    | Локомотив (Київ)               |
| Стахановець (Сталіне)      | 5 – 0    | Локомотив (Ярославль)          |
| Торпедо (Горький)          | 7 – 0    | Будівельник (Свердловськ)      |
| ЦБЧА (Москва)              | 0 – 1    | Спартак (Ленінград)            |
| Динамо (Одеса)             | 2 – 1    | Спартак-2 (Москва)             |
| Динамо (Воронеж)           | 0 – 4    | Сталінець (Москва)             |
| Торпедо (Москва)           | 3 – 1    | Динамо (Москва)                |
| Динамо (Алма-Ата)          | 2 – 1 дч | Зеніт (Таганрог)               |
| Динамо (Тбілісі)           | 4 – 1    | Локомотив (Тбілісі)            |
| Темп (Баку)                | [ 22 ]   | Трактор (Сталінград)           |
| Динамо (Ленінград)         | 2 – 1    | Крила Рад (Москва)             |
| Спартак (Дніпропетровськ)  | 0 – 1    | Харчовик (Москва)              |
| Локомотив (Баку)           | 3 – 5    | Динамо (Ростов-на-Дону)        |
| Спартак (Харків)           | 3 – 0    | Буревісник (Москва)            |
| Червоний прапор (Ногінськ) | 3 – 4    | Сталінець (Ленінград)          |
| Локомотив (Саратов)        | 2 – 3    | Динамо (Сталінград)            |
| Локомотив-2 (Москва)       | 2 – 3    | Динамо (Болшево)               |
| Будівельник (Новосибірськ) | 0 – 4    | Динамо (Іркутськ)              |

## 1/16 фіналу
Матчі відбулись 6 - 24 серпня 1938 року.
| Команда 1              | Рахунок  | Команда 2               |
| ---------------------- | -------- | ----------------------- |
| Динамо (Київ)          | 0 – 1    | Сталінець (Ленінград)   |
| Харчовик (Одеса)       | 1 – 5    | Електрик (Ленінград)    |
| Сталь (Костянтинівка)  | 1 – 4    | Спартак (Москва)        |
| Динамо (Миколаїв)      | 0 – 2    | Локомотив (Київ)        |
| Динамо (Болшево)       | 2 – 1    | Спартак (Харків)        |
| Динамо (Тбілісі)       | 4 – 2    | Динамо (Ростов-на-Дону) |
| Сталінець (Москва)     | 0 – 2    | Сільмаш (Харків)        |
| Спартак (Ленінград)    | 1 – 5    | Стахановець (Сталіне)   |
| Торпедо (Горький)      | 2 – 3    | Динамо (Ленінград)      |
| Спартак (Мінськ)       | 1 – 3    | Зеніт (Ленінград)       |
| Харчовик (Москва)      | 1 – 2    | Динамо (Одеса)          |
| Торпедо (Москва)       | 1 – 0    | Сталінець-2 (Москва)    |
| Динамо (Казань)        | 10 – 0   | Динамо (Іркутськ)       |
| Динамо (Батумі)        | 3 – 2 дч | Динамо (Алма-Ата)       |
| Авангард (Краматорськ) | 1 – 6    | Металург (Москва)       |
| Динамо (Сталінград)    | 0 – 1    | Темп (Баку)             |

## 1/8 фіналу
Матчі відбулись 16 - 26 серпня 1938 року.
| Команда 1            | Рахунок  | Команда 2             |
| -------------------- | -------- | --------------------- |
| Динамо (Одеса)       | 4 – 1    | Сільмаш (Харків)      |
| Динамо (Ленінград)   | 2 – 1    | Динамо (Казань)       |
| Локомотив (Київ)     | 2 – 1    | Динамо (Батумі)       |
| Спартак (Москва)     | 1 – 0 дч | Темп (Баку)           |
| Динамо (Тбілісі)     | 4 – 2    | Сталінець (Ленінград) |
| Торпедо (Москва)     | 0 – 3    | Динамо (Болшево)      |
| Електрик (Ленінград) | 1 – 0    | Зеніт (Ленінград)     |
| Металург (Москва)    | 1 – 3    | Стахановець (Сталіне) |

## 1/4 фіналу
Матчі відбулись 22 серпня - 4 вересня 1938 року.
| Команда 1             | Рахунок | Команда 2        |
| --------------------- | ------- | ---------------- |
| Електрик (Ленінград)  | 4 – 0   | Динамо (Болшево) |
| Динамо (Одеса)        | 0 – 3   | Спартак (Москва) |
| Стахановець (Сталіне) | 1 – 4   | Динамо (Тбілісі) |
| Динамо (Ленінград)    | 4 – 2   | Локомотив (Київ) |

## Півфінали
Матчі відбулись 7 - 10 вересня 1938 року.
| Команда 1            | Рахунок | Команда 2        |
| -------------------- | ------- | ---------------- |
| Динамо (Ленінград)   | 0 – 1   | Спартак (Москва) |
| Електрик (Ленінград) | 2 - 1   | Динамо (Тбілісі) |

## Фінал
| 14 вересня 1938 |

| «Спартак» (Москва)                   | 3 – 2    | «Електрик» (Ленінград) |
| ------------------------------------ | -------- | ---------------------- |
| Гуляєв 14' Старостін 51' Семенов 65' | Протокол | Яблочкін 45' Гусєв 70' |

| «Динамо» (Москва) Глядачів: 80 000 Арбітр: Михайло Онищенко (Харків) |